# Dire Straits
Dire Straits (1977-1995) was een Britse rockband met als veruit bekendste lid zanger-gitarist-songwriter Mark Knopfler. De band is bekend geworden met nummers als Sultans of Swing, Private Investigations, Brothers in Arms en Money for Nothing.
De band had meteen grote successen met zijn debuutalbum Dire Straits en de single Sultans of Swing. In 1985 verscheen Brothers in Arms, een van de eerste volledig digitaal opgenomen platen. 
Na 1995 heeft Dire Straits niets nieuws meer uitgegeven en nog eenmaal opgetreden. 
Dire Straits en Mark Knopfler verkochten samen meer dan 120 miljoen albums en singles. In Nederland verkocht de band ruim 2,5 miljoen platen.

## Bandbiografie

### Het begin (1977-1979)
Mark Knopfler, zijn jongere broer David Knopfler, John Illsley en Pick Withers hebben de band in 1977 opgericht. De naam Dire Straits (Ned: Ernstig in het nauw zitten) verwijst naar de financiële moeilijkheden die de band in zijn beginjaren kende en is verzonnen door een vriend van John Illsley. De band schraapte 120 pond bij elkaar en besloot een demotape met vijf nummers op te nemen. De tape bevatte de nummers Wild West End, Sultans of Swing, Down to the Waterline, Sacred Loving en Water of Love. Ze stuurden deze tape naar de dj Charlie Gillett die een show genaamd Honky Tonkin had op BBC Radio London. Gillett vond de muziek zo goed dat hij Sultans of Swing in zijn show draaide.
Twee maanden later tekende Dire Straits een contract met Phonogram Records en werd Ed Bicknell de manager.
De band ging door met het maken van demotapes voor de radio en er werd gewerkt aan het album Dire Straits dat werd opgenomen in de Basing Street studios in Londen in februari 1978 voor een budget van 12.500 pond. Het werd uitgegeven door Vertigo Records, een onderdeel van Phonogram, en werd aanvankelijk geen succes. 
Nadat het nummer Sultans of Swing, dat ook op het debuutalbum stond, opnieuw steeg in de Britse hitlijsten, kwam er interesse van de grotere platenlabels. Dit leidde tot een contract met het Amerikaanse platenlabel Warner Bros. Records, en zo werd het debuutalbum Dire Straits hetzelfde jaar wereldwijd opnieuw uitgegeven. Er werd ditmaal veel reclame voor het album gemaakt en zo bereikte het album meerdere top 10-plaatsen in verschillende hitlijsten.
Het volgende jaar ging Dire Straits op zijn eerste Noord-Amerikaanse tour. Ze gaven 51 uitverkochte concerten over een periode van 38 dagen. Bob Dylan, die de band in Los Angeles had zien spelen, was zo onder de indruk dat hij Mark Knopfler en drummer Pick Withers uitnodigde om op zijn volgende album, Slow Train Coming, te komen spelen.
Het tweede album van Dire Straits, Communiqué, werd opgenomen in december 1978 en uitgegeven in juni 1979. Ook dit album kwam in de hitlijsten terecht; plaats 11 in de Verenigde Staten en plaats 8 in het Verenigd Koninkrijk. In Nederland behaalde het album zelfs de derde positie. Wereldwijd werd het album meer dan 7 miljoen keer verkocht.
De eerste optredens van Dire Straits in Nederland (onder andere in Paradiso in Amsterdam en Huize Maas in Groningen) en in België (in het Casino van Beringen) vonden plaats in 1978.

### Muziekstijl verandert (1980-1984)
Dire Straits begon in 1980 te werken aan een derde album, Making Movies, dat in oktober van dat jaar uitkwam. Tijdens deze opnamesessies verliet David Knopfler de band om een solocarrière te beginnen. De sessies gingen door met de invallers Sid McGinnis en Roy Bittan. Nadat deze sessies waren afgerond sloten toetsenist Alan Clark en gitarist Hal Lindes zich aan bij de band.
Making Movies werd gekenmerkt door lange en complexe nummers. De succesvolste single van het album was Romeo and Juliet. Het album kwam in zowel Nederland als in het Verenigd Koninkrijk op een vierde plaats terecht.
Het vierde album van Dire Straits, Love over Gold uit september 1982, werd goed ontvangen met een eerste plaats in de Nederlandse en de Britse hitlijsten. Opmerkelijk was dat het album slechts vijf nummers bevatte en meer dan 40 minuten duurde. Dit was vooral te merken aan de track Telegraph Road, een nummer dat ruim 14 minuten duurt. Mark Knopfler schreef alle liedjes van het album waaronder Private Investigations. Dit nummer werd een groot succes en behaalde een top 5-notering in de hitlijsten van het Verenigd Koninkrijk en in Nederland stond het vier weken op nummer 1 in de destijds drie landelijke hitlijsten ,(de Nederlandse Top 40, Nationale Hitparade en de TROS Top 50) op de nationale publieke popzender Hilversum 3 Love over Gold werd twee miljoenmaal verkocht tijdens de eerste zes weken nadat het werd uitgebracht.
Vlak na het uitkomen van het album verliet drummer Pick Withers de band. Zijn vervanger was Terry Williams.
In 1983 werd er een ep onder de naam ExtendedancEPlay uitgegeven door de band terwijl Love over Gold nog steeds in de hitlijsten stond. De ep bevatte onder andere het nummer Twisting by the Pool dat een top 20-hit werd in het Verenigd Koninkrijk. Dire Straits ging tevens op wereldtournee. Deze tournee werd gevolgd door een dubbelalbum genaamd Alchemy. Het album was een opname van twee liveconcerten.
Ondanks het uitkomen van de ep en het dubbelalbum was het in de jaren 1983 en 1984 grotendeels stil rondom Dire Straits. Dit kwam doordat Mark Knopfler druk was met het produceren van een nieuw album voor Bob Dylan: Infidels. Tevens produceerde hij in deze tijd ook nog voor de band Aztec Camera en zanger Willy DeVille en schreef hij het nummer Private Dancer dat de doorbraak voor Tina Turner betekende als solo-artiest. Het nummer was oorspronkelijk bedoeld voor het album Love over Gold.

### Het grote succes en de gevolgen (1985-1990)

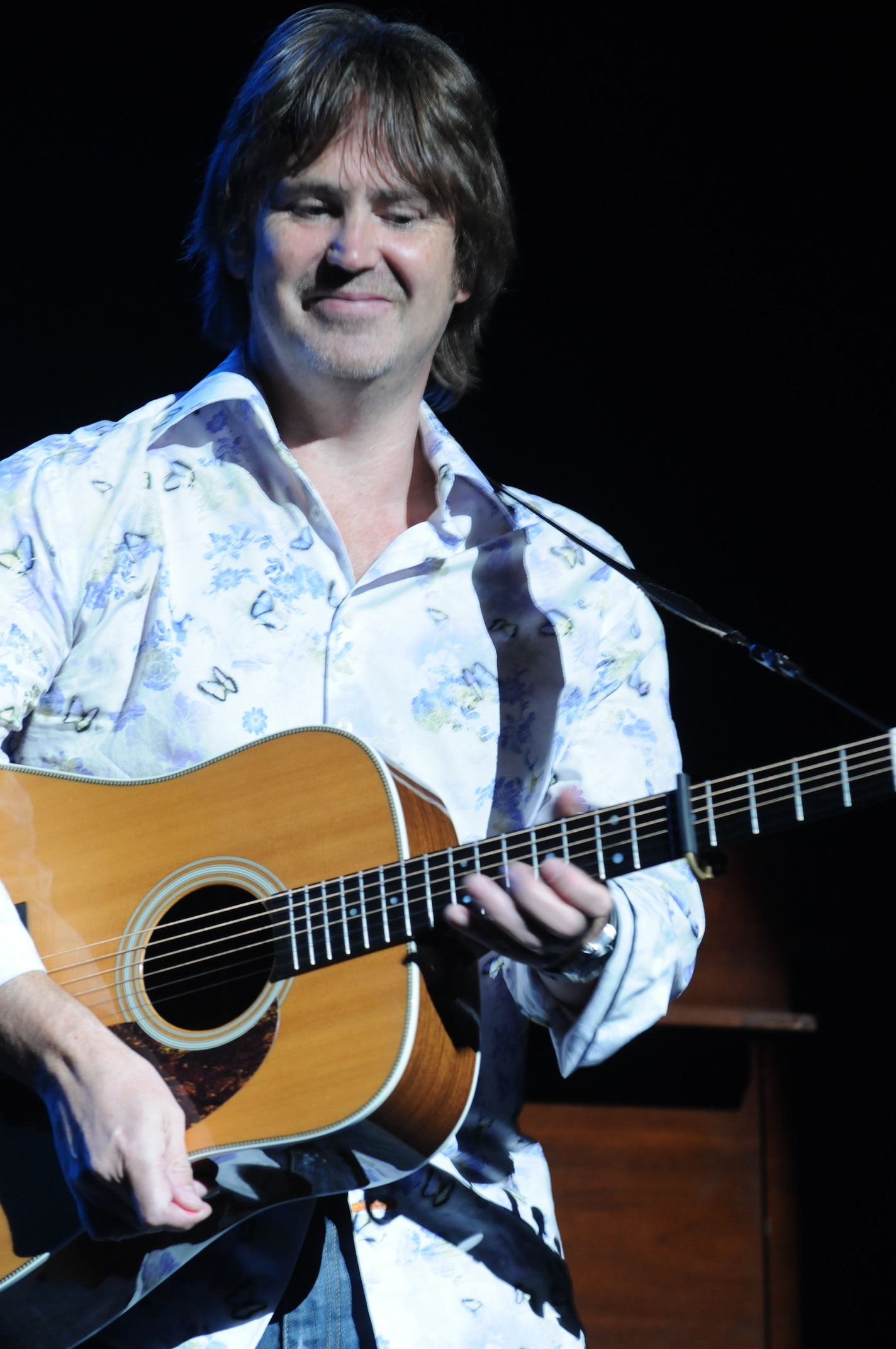
Guy Fletcher werd de nieuwe keyboardspeler, hij kan tevens gitaar spelen

Dire Straits begon eind 1984 met het opnemen van een vijfde studioalbum: Brothers in Arms. De bezetting van de band werd tijdens deze opnamesessies opnieuw veranderd: Guy Fletcher werd de tweede keyboardspeler. Gitarist Hal Lindes verliet de band en werd vervangen door Jack Sonni. Omar Hakim werd tijdens deze opnames de tweede drummer.
Brothers in Arms werd het bestverkochte album van 1985 in het Verenigd Koninkrijk en het album stond ruim 6 jaar lang genoteerd in de Nederlandse Album Top 100. Nummers als Money for Nothing, So Far Away, Walk of Life, Your Latest Trick en Brothers in Arms kwamen hoog in de hitlijsten terecht. De band won met het nummer Money for Nothing zelfs een Grammy Award voor "Best Rock Performance by a Duo or Group with a Vocal" en werd genomineerd voor acht MTV Video Music Awards waarvan hij er twee won. De clip van het nummer stond aan het begin van een nieuw tijdperk op het gebied van videoclips omdat het een van de eerste computergeanimeerde video's was.
In de jaren 1985 en 1986 ging de band weer op wereldtournee, wat een enorm succes werd. In een tijdsbestek van twee jaar heeft de band 247 concerten gegeven in meer dan honderd verschillende steden. Philips sponsorde deze tour en zag het als een ultieme gelegenheid om hun "nieuwe" cd-speler aan de man te brengen.
In de Verenigde Staten was Brothers in Arms eveneens een groot succes. Het album stond negen weken op nummer 1 in de Top Pop Album Chart van het tijdschrift Billboard.
In 1987 ging Mark Knopfler zich vooral richten op het maken van soundtracks voor films en zijn solocarrière. Dire Straits hergroepeerde zich in 1988 voor een groots concert ter ere van de jarige Nelson Mandela. Ze speelden hierbij samen met Eric Clapton. Drummer Terry Williams verliet na dit concert de band.
In september 1988 stopte de band, althans voor een tijdje. Het grote succes van Brothers in Arms en de wereldtournee was de bandleden te veel geworden. In oktober 1988 werd er vervolgens een greatest hits-album uitgegeven onder de naam Money for Nothing. Ook dit album werd een groot succes en behaalde de nummer 1-positie in het Verenigd Koninkrijk en Nederland.
Mark Knopfler besloot in 1989 een nieuwe band op te richten: The Notting Hillbillies. Guy Fletcher, Brendan Croker en Steve Phillips vormden de bezetting. Deze nieuwe band, die gericht was op countrymuziek, toerde voor een jaar door het land en ze waren tevens te zien in de Amerikaanse comedyserie Saturday Night Live.

### Reünie en laatste albums (1991-1995)
In januari 1991 besloten Knopfler, John Illsley en manager Ed Bicknell de band nieuw leven in te blazen. Dire Straits had nu vier leden: Knopfler, Illsley en keyboardspelers Alan Clark en Guy Fletcher.
De band begon met het opnemen van een nieuw album, deze keer vergezeld door vele gastmuzikanten waaronder gitaristen Paul Franklin en Phil Palmer, percussionist Danny Cummings en saxofonist Chris White. Jeff Porcaro speelde drums tijdens de opnamesessies, maar wees een aanbod af om de band fulltime bij te staan vanwege zijn verplichtingen bij Toto.
In september 1991, zes jaar na Brothers in Arms werd het laatste studioalbum uitgegeven onder de naam On Every Street. Het album werd met gemengde reacties ontvangen, maar werd toch een commercieel succes. Er werden drie nummers van het album als single uitgegeven. Het laatste van deze drie nummers, The Bug, bevatte achtergrondzang van Vince Gill, die ook een uitnodiging had gekregen om fulltime in de band te komen spelen, maar ook hij wees deze uitnodiging af. Ondanks de wat tegenvallende reacties van critici behaalde het album wel een nummer 1-notering in het Verenigd Koninkrijk en Nederland, maar het werd lang niet zo'n groot succes als Brothers in Arms.
In 1991 tot 1992 vond tevens de laatste wereldtournee plaats. Alhoewel ook deze tournee weer overal volle stadions en een enthousiast publiek opleverde, had Mark Knopfler genoeg van deze grote stadiontours. Het laatste concert werd gegeven op 9 oktober 1992 in Zaragoza in Spanje. Van de tournee verscheen in 1993 het succesvolle livealbum On the Night, waar later nog een dvd-versie van is verschenen.
Dire Straits gaf nog een laatste album uit onder de naam Live at the BBC, voordat de band uiteenviel. Het was een livealbum waarin nummers stonden die in 1978 tijdens een concert van BBC werden gespeeld. In zeven van de acht nummers is de originele bezetting van Dire Straits te horen.

### Uiteenvallen en reünies (1995-heden)
Hoewel Dire Straits nooit officieel uit elkaar is gegaan, hebben ze sinds 1995 niets nieuws meer uitgegeven. De band heeft sindsdien nog eenmaal opgetreden. De muzikale nalatenschap bleef echter ook nadien nog vruchten afwerpen.
Het werd gewoon te groot. Als iemand mij één goede kant van beroemdheid kan noemen, zou ik het graag willen horen.— Aldus Mark Knopfler over het uiteengaan van de band.
In 1996 lanceerde Mark Knopfler zijn carrière als solo-artiest met het album Golden Heart.
Dire Straits, in de bezetting van Knopfler, John Illsley, Alan Clark en Guy Fletcher, was voor de laatste keer te horen op 19 juni 1999 tijdens het huwelijk van Illsley.
Na 1995 zijn er nog twee compilatiealbums uitgebracht: Sultans of Swing: The Very Best of Dire Straits in 1998 en The Best of Dire Straits & Mark Knopfler: Private Investigations in 2005. Deze albums bevatten de grootste hits van de band en op het laatstgenoemde album staan tevens solonummers van Mark Knopfler.
In 1998 stond het album Brothers in Arms voor de 222e week in de Britse album charts en werd het dertienmaal onderscheiden met platina. In Nederland werd de plaat vijfmaal platina.
In 2005 werd een nieuwe versie van het album Brothers in Arms uitgegeven onder de naam Brothers in Arms (20th Anniversary Edition). Het album werd wederom een groot succes en het won een Grammy Award voor Best Surround Sound Album. Het was een limited edition.
Sinds de stop van Dire Straits in 1995 heeft Mark Knopfler geen interesse getoond om de band nog nieuw leven in te blazen. In 2008 wees Knopfler een verzoek van Illsley af om de band weer te starten; hij wilde zich liever richten op zijn solocarrière.
Twee voormalige bandleden, saxofonist Chris White en drummer Chris Whitten, hebben een tributeband gevormd en treden nu op als "Dire Straits Experience".

## Stijl

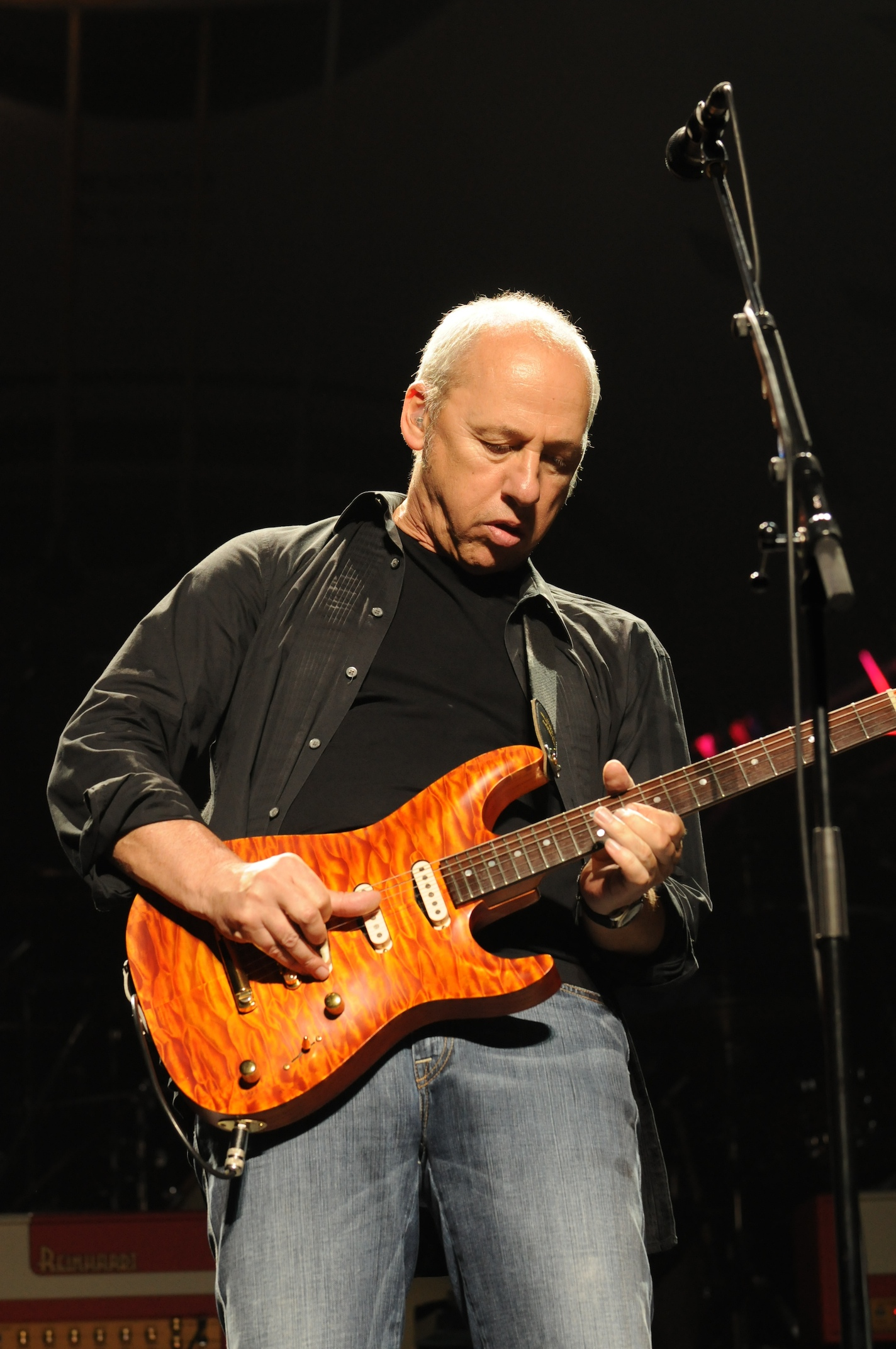
Mark Knopfler speelt hier op de Pensa

Dire Straits debuteerde in een tijdperk waarin de punkmuziek zeer populair was. Dat de rockband als buitenbeentje toch succesvol werd, ligt volgens velen aan het unieke geluid van Mark Knopfler en zijn verfijnde gitaarspel. Het blad Rolling Stone plaatste hem op plaats 27 in de lijst van 100 beste gitaristen aller tijden.
De band werd in het begin nog aangezien als new wave-band maar dat veranderde al snel met het debuutalbum Dire Straits. Alhoewel de band altijd in het genre rock heeft gespeeld, kan de muziek van Dire Straits in twee tijdsvakken worden ingedeeld: vóór en na 1980. Vóór 1980 werden er simpele muziekteksten geschreven en waren de nummers kort. De nummers gingen over de belevenissen van Knopfler in de steden Newcastle en Leeds. In 1980 werd er een nieuwe bezetting neergezet die meer succes moest hebben. De band ging vervolgens in het volgende album, Making Movies, experimenteren met langere nummers en complexere teksten. Het werd een enorm succes en de band zou deze muziekstijl de rest van zijn verdere carrière behouden. Enkel het album On Every Street kende een iets andere stijl. Knopfler besloot om op dit album met een nieuwe gitaar te spelen: de Pensa-Suhr, een handgemaakte gitaar die hij reeds eerder bespeelde tijdens het Knebworth Festival en tijdens Nelson Mandela's Birthday Tribute in het Wembley Stadium in 1988. Het gevolg was een meer symfonisch geluid dan op de vorige albums.
Kenmerkend bij veel nummers van de band zijn verder de lange intro's en het ontbreken van een refrein. In veel nummers is tevens een gitaarsolo van Knopfler te horen.
Bijna alle nummers van Dire Straits zijn geschreven door Knopfler. Slechts drie nummers zijn niet geheel door hem geschreven. Dit zijn Tunnel of Love, Money for Nothing en What's the Matter Baby.
De muziek van de band is vooral geïnspireerd door muzikanten als Bob Dylan, Eric Clapton, J.J. Cale, Randy Newman en Chet Atkins.

## Discografie

### Albums
| Album met eventuele hitnotering(en) in de Nederlandse Album Top 100 | Datum van verschijnen | Datum van binnenkomst | Hoogste positie | Aantal weken | Opmerkingen                                      |
| ------------------------------------------------------------------- | --------------------- | --------------------- | --------------- | ------------ | ------------------------------------------------ |
| Dire Straits                                                        | 1978                  | 05-08-1978            | 3               | 60           |                                                  |
| Communiqué                                                          | 1979                  | 16-06-1979            | 3               | 22           |                                                  |
| Making Movies                                                       | 1980                  | 08-11-1980            | 6               | 14           |                                                  |
| Love over Gold                                                      | 1982                  | 02-10-1982            | 1(6wk)          | 46           |                                                  |
| ExtendedancEPlay                                                    | 1983                  | -                     | -               | -            | ep                                               |
| Alchemy                                                             | 13-03-1984            | 24-03-1984            | 1(1wk)          | 55           | Livealbum                                        |
| Brothers in arms                                                    | 14-05-1985            | 25-05-1985            | 1(2wk)          | 327          |                                                  |
| Money for nothing                                                   | 25-10-1988            | 29-10-1988            | 1(7wk)          | 188          | Verzamelalbum                                    |
| On every street                                                     | 10-09-1991            | 21-09-1991            | 1(10wk)         | 58           | Best verkochte album van 1991                    |
| On the Night                                                        | 10-05-1993            | 22-05-1993            | 2               | 32           | Livealbum                                        |
| Live at the BBC                                                     | 26-06-1995            | 08-07-1995            | 15              | 11           | Livealbum                                        |
| Sultans of Swing: The Very Best of Dire Straits                     | 29-09-1998            | 31-10-1998            | 6               | 74           | Verzamelalbum                                    |
| The Best of Dire Straits & Mark Knopfler: Private Investigations    | 2005                  | 12-11-2005            | 23              | 29           | als Dire Straits & Mark Knopfler / Verzamelalbum |
| Alchemy - Live (20th Anniversary Deluxe Edition)                    | 2010                  | 15-05-2010            | 60              | 7            | Livealbum                                        |

| Album met hitnotering(en) in de Vlaamse Ultratop 200 albums | Datum van verschijnen | Datum van binnenkomst | Hoogste positie | Aantal weken | Opmerkingen                                      |
| ----------------------------------------------------------- | --------------------- | --------------------- | --------------- | ------------ | ------------------------------------------------ |
| Sultans of swing - the very best of Dire Straits            | 29-09-1998            | 31-10-1998            | 3               | 29           | Verzamelalbum                                    |
| Private investigations - the best of                        | 04-11-2005            | 19-11-2005            | 14              | 70           | als Dire Straits & Mark Knopfler / Verzamelalbum |
| Brothers in arms                                            | 14-05-1985            | 12-01-2019            | 35              | 152*         |                                                  |

### Singles
| Single met eventuele hitnotering(en) in de Nederlandse Top 40 | Datum van verschijnen | Datum van binnenkomst | Hoogste positie | Aantal weken | Opmerkingen                                                           |
| ------------------------------------------------------------- | --------------------- | --------------------- | --------------- | ------------ | --------------------------------------------------------------------- |
| Sultans of Swing                                              | 1978                  | 19-08-1978            | 10              | 8            | Nr. 11 in de Nationale Hitparade / Nr. 8 in de TROS Top 50            |
| Water of Love / Down to the Waterline                         | 1978                  | 28-10-1978            | tip 10          | -            | Nr. 28 in de Nationale Hitparade / Nr. 48 in de TROS Top 50           |
| Lady Writer                                                   | 1979                  | 28-07-1979            | 18              | 5            | Nr. 18 in de Nationale Hitparade / Nr. 16 in de TROS Top 50           |
| Tunnel of Love                                                | 1980                  | 25-10-1980            | tip 4           | -            | Nr. 28 in de Nationale Hitparade / Nr. 38 in de TROS Top 50           |
| Romeo and Juliet                                              | 1981                  | -                     | -               | -            |                                                                       |
| Private Investigations                                        | 1982                  | 11-09-1982            | 1(4wk)          | 11           | Nr. 1 in de Nationale Hitparade / Nr. 1 in de TROS Top 50             |
| Twisting by the Pool                                          | 1983                  | 05-02-1983            | 5               | 7            | Nr. 6 in de Nationale Hitparade / Nr. 5 in de TROS Top 50             |
| Love over Gold (Live)                                         | 1984                  | 10-03-1984            | tip 9           | -            | Nr. 43 in de Nationale Hitparade / Nr. 44 in de TROS Top 50           |
| So Far Away                                                   | 1985                  | 27-04-1985            | 31              | 5            | Nr. 23 in de Nationale Hitparade / Nr. 34 in de TROS Top 50           |
| Money for Nothing                                             | 1985                  | 13-07-1985            | tip 4           | -            | Nr. 35 in de Nationale Hitparade / Nr. 42 in de TROS Top 50           |
| Walk of Life                                                  | 1985                  | 21-12-1985            | 20              | 8            | AVRO's Radio en TV-Tip Hilversum 3 / Nr. 17 in de Nationale Hitparade |
| Money for Nothing / Brothers in Arms                          | 1989                  | 12-08-1989            | 27              | 4            | Nr. 23 in de Nationale Hitparade Top 100                              |
| Calling Elvis                                                 | 1991                  | 31-08-1991            | 2               | 10           | Nr. 4 in de Nationale Top 100                                         |
| Heavy Fuel                                                    | 1991                  | 16-11-1991            | 24              | 3            | Nr. 25 in de Nationale Top 100                                        |
| On Every Street                                               | 1992                  | 07-03-1992            | tip 17          | -            | Nr. 42 in de Nationale Top 100                                        |
| The Bug                                                       | 1992                  | 13-06-1992            | 29              | 3            | Nr. 24 in de Nationale Top 100                                        |
| You and Your Friend                                           | 1992                  | 19-12-1992            | 39              | 3            | Nr. 62 in de Nationale Top 100                                        |
| Encores (ep)                                                  | 1993                  | 22-05-1993            | 4               | 10           | Nr. 3 in de Mega Top 50                                               |
| Ticket to heaven                                              | 1994                  | 09-07-1994            | 33              | 3            | Nr. 43 in de Mega Top 50                                              |

| Single met hitnotering(en) in de Vlaamse Ultratop 50 | Datum van verschijnen | Datum van binnenkomst | Hoogste positie | Aantal weken | Opmerkingen                 |
| ---------------------------------------------------- | --------------------- | --------------------- | --------------- | ------------ | --------------------------- |
| Sultans of swing                                     | 19-05-1978            | 02-09-1978            | 14              | 8            | Nr. 13 in de Radio 2 Top 30 |
| Lady writer                                          | 13-07-1979            | 01-09-1979            | -               | -            | Nr. 29 in de Radio 2 Top 30 |
| Tunnel of love                                       | 24-10-1980            | 22-11-1980            | -               | -            | Nr. 29 in de Radio 2 Top 30 |
| Private investigations                               | 27-08-1982            | 25-09-1982            | 1               | 10           | Nr. 1 in de Radio 2 Top 30  |
| Twisting by the pool                                 | 14-01-1983            | 12-02-1983            | 6               | 7            | Nr. 7 in de Radio 2 Top 30  |
| So far away                                          | 08-04-1985            | 27-04-1985            | 21              | 7            | Nr. 17 in de Radio 2 Top 30 |
| Money for nothing                                    | 28-05-1985            | 24-08-1985            | 38              | 3            |                             |
| Walk of life                                         | 29-11-1985            | 21-12-1985            | 32              | 3            | Nr. 23 in de Radio 2 Top 30 |
| Calling Elvis                                        | 18-08-1991            | 07-09-1991            | 2(2wk)          | 12           | Nr. 2 in de Radio 2 Top 30  |
| Heavy fuel                                           | 04-11-1991            | 07-12-1991            | 19              | 3            | Nr. 19 in de Radio 2 Top 30 |
| The bug                                              | 15-06-1992            | 27-06-1992            | 36              | 1            | Nr. 25 in de Radio 2 Top 30 |
| Encores                                              | 10-05-1993            | 12-06-1993            | 18(3wk)         | 8            | Nr. 14 in de Radio 2 Top 30 |

### NPO Radio 2 Top 2000
| Nummers met noteringen in de NPO Radio 2 Top 2000 | '99 | '00 | '01 | '02 | '03  | '04  | '05  | '06  | '07  | '08  | '09  | '10  | '11  | '12  | '13  | '14  | '15  | '16  | '17  | '18  | '19  | '20  | '21  | '22  | '23  | '24  |
| ------------------------------------------------- | --- | --- | --- | --- | ---- | ---- | ---- | ---- | ---- | ---- | ---- | ---- | ---- | ---- | ---- | ---- | ---- | ---- | ---- | ---- | ---- | ---- | ---- | ---- | ---- | ---- |
| Brothers in Arms                                  | 28  | 22  | 7   | 9   | 11   | 15   | 19   | 20   | 19   | 13   | 21   | 19   | 15   | 11   | 11   | 14   | 15   | 19   | 17   | 15   | 17   | 18   | 18   | 14   | 12   | 18   |
| Calling Elvis                                     | -   | -   | -   | -   | -    | -    | -    | 1484 | 1565 | 1967 | 1530 | 1493 | 1808 | 1421 | 1551 | 1708 | 1838 | -    | -    | -    | 1985 | 1948 | 1887 | 1918 | 1857 | 1921 |
| Lady Writer                                       | -   | -   | -   | -   | -    | -    | -    | -    | -    | -    | -    | -    | -    | -    | -    | -    | -    | -    | -    | -    | -    | -    | -    | 1952 | 1342 | 948  |
| Money for Nothing                                 | 331 | 443 | 325 | 252 | 198  | 306  | 279  | 304  | 303  | 268  | 262  | 255  | 225  | 215  | 195  | 234  | 207  | 193  | 186  | 158  | 173  | 161  | 158  | 153  | 137  | 93   |
| On Every Street                                   | -   | -   | -   | -   | -    | -    | 1120 | 951  | 973  | 1439 | 931  | 955  | 975  | 836  | 823  | 940  | 960  | 933  | 799  | 1022 | 966  | 940  | 908  | 781  | 799  | 693  |
| Once Upon a Time in the West                      | -   | -   | -   | -   | -    | -    | -    | -    | -    | -    | -    | -    | -    | -    | -    | -    | -    | -    | -    | -    | -    | -    | -    | -    | -    | 1996 |
| Private Investigations                            | 57  | 19  | 14  | 7   | 17   | 24   | 29   | 31   | 35   | 25   | 37   | 36   | 47   | 49   | 66   | 70   | 67   | 67   | 69   | 80   | 87   | 95   | 93   | 99   | 97   | 75   |
| Romeo and Juliet                                  | 432 | -   | -   | 269 | 203  | 331  | 295  | 316  | 320  | 302  | 358  | 326  | 314  | 306  | 276  | 353  | 340  | 368  | 393  | 372  | 361  | 378  | 369  | 333  | 351  | 291  |
| So Far Away                                       | -   | -   | -   | -   | -    | -    | -    | -    | -    | -    | 1307 | 1294 | 1446 | 1307 | 1278 | 1381 | 1456 | 1519 | 1616 | 896  | 1210 | 1379 | 1350 | 1245 | 1330 | 1561 |
| Sultans of Swing                                  | 20  | 16  | 10  | 16  | 15   | 27   | 28   | 27   | 28   | 23   | 32   | 25   | 30   | 28   | 21   | 27   | 25   | 26   | 26   | 20   | 26   | 27   | 25   | 20   | 20   | 16   |
| Telegraph Road                                    | -   | -   | -   | -   | -    | -    | -    | 329  | 85   | 371  | 81   | 73   | 97   | 73   | 52   | 52   | 43   | 53   | 53   | 40   | 40   | 42   | 36   | 30   | 27   | 23   |
| Tunnel of Love                                    | -   | 472 | -   | 353 | 285  | 473  | 461  | 560  | 543  | 485  | 547  | 473  | 700  | 609  | 540  | 623  | 682  | 763  | 704  | 715  | 730  | 746  | 755  | 730  | 781  | 796  |
| Twisting by the Pool                              | -   | -   | -   | -   | -    | -    | -    | 1748 | 1924 | -    | -    | -    | -    | -    | -    | -    | -    | -    | -    | -    | -    | -    | -    | -    | -    | -    |
| Walk of Life                                      | 170 | 213 | 147 | 173 | 164  | 178  | 207  | 210  | 244  | 192  | 329  | 315  | 341  | 309  | 306  | 355  | 353  | 320  | 328  | 265  | 232  | 226  | 199  | 174  | 186  | 255  |
| Water of Love                                     | 981 | -   | -   | 933 | 1001 | 1217 | 1184 | 1224 | 1685 | 1317 | 1634 | 1372 | 1731 | 1596 | 1632 | 1654 | 1749 | 1929 | 1914 | 1866 | 1998 | 1716 | 1776 | 1770 | 1814 | 1649 |
| Why Worry                                         | -   | -   | -   | -   | -    | -    | 1323 | 783  | 707  | 1198 | 897  | 826  | 964  | 834  | 947  | 993  | 1031 | 1142 | 1163 | 1220 | 1130 | 1138 | 1031 | 1127 | 1160 | 1256 |
| Your Latest Trick                                 | -   | -   | -   | -   | -    | -    | -    | -    | -    | -    | -    | -    | -    | -    | -    | -    | -    | -    | -    | 1176 | 1037 | 1033 | 1023 | 966  | 887  | 847  |

1. ↑  Een '-' betekent dat het nummer niet was genoteerd en een vetgedrukt getal geeft de hoogste notering van een nummer aan.

### Dvd's
| Dvd's met hitnoteringen in de Nederlandse Music Top 30 | Datum van verschijnen | Datum van binnenkomst | Hoogste positie | Aantal weken | Opmerkingen |
| ------------------------------------------------------ | --------------------- | --------------------- | --------------- | ------------ | ----------- |
| Sultans of swing - The very best of                    | 2000                  | 22-07-2000            | 1(4wk)          | 112          |             |
| On the night                                           | 2003                  | 04-10-2003            | 6               | 30           |             |
| Alchemy - Live                                         | 2010                  | 15-05-2010            | 5               | 25           |             |
| Sultans of swing - Live in Germany                     | 2011                  | 12-02-2011            | 12              | 2            |             |

## Nominaties en prijzen

### Nominaties
De belangrijkste nominaties:
| Jaar | Categorie                                                        | Prijs                  |
| ---- | ---------------------------------------------------------------- | ---------------------- |
| 1980 | Best New Artist                                                  | Grammy Awards          |
| 1980 | Best Rock Vocal Performance By A Duo Or Group - Sultans of Swing | Grammy Awards          |
| 1986 | Album of the Year - Brothers in Arms                             | Grammy Awards          |
| 1986 | Record of the Year - Money for Nothing                           | Grammy Awards          |
| 1986 | Best Stage Performance Video - Money for Nothing                 | MTV Video Music Awards |
| 1986 | Best Concept Video - Money for Nothing                           | MTV Video Music Awards |
| 1986 | Best Direction - Money for Nothing                               | MTV Video Music Awards |
| 1986 | Best Special Effects - Money for Nothing                         | MTV Video Music Awards |
| 1986 | Viewer's Choice - Money for Nothing                              | MTV Video Music Awards |
| 1986 | Best Art Direction - Money for Nothing                           | MTV Video Music Awards |
| 1986 | Best Editing - Money for Nothing                                 | MTV Video Music Awards |
| 1986 | Most Experimental Video - Money for Nothing                      | MTV Video Music Awards |
| 1986 | Best Overall Performance - Money for Nothing                     | MTV Video Music Awards |
| 1986 | Favorite Pop/Rock Single - Money for Nothing                     | American Music Awards  |
| 1992 | Best Music Video, Short Form - Calling Elvis                     | Grammy Awards          |

### Prijzen
De belangrijkste gewonnen prijzen:
| Jaar | Categorie                                                               | Prijs                  |
| ---- | ----------------------------------------------------------------------- | ---------------------- |
| 1983 | Best British Group                                                      | Brit Awards            |
| 1985 | Best Rock Performance By A Duo Or Group – Money for Nothing             | Grammy Awards          |
| 1986 | Best Music Video, Short Form - Brothers in Arms                         | Grammy Awards          |
| 1986 | International Album of the Year - Brothers in Arms                      | Juno Awards            |
| 1986 | Best British Group                                                      | Brit Awards            |
| 1986 | Video of the Year - Money for Nothing                                   | MTV Video Music Awards |
| 1986 | Best Group Video - Money for Nothing                                    | MTV Video Music Awards |
| 1987 | Best British Album - Brothers in Arms                                   | Brit Awards            |
| 2006 | Best Surround Sound Album - Brothers in Arms (20th Anniversary Edition) | Grammy Awards          |

Mark Knopfler · John Illsley
Guy Fletcher · Alan Clark · David Knopfler · Pick Withers · Hal Lindes · Terry Williams · Jack Sonni